# Београдска недеља дизајна
Београдска недеља дизајна је међународни фестивал основан 2005. године и одржава се једном годишње у Београду. Концесија која траје више недеља организује се сваког пролећа и највећа је дизајнерска иницијатива у југоисточној Европи. Обухвата архитектуру, дизајн, моду, издаваштво и нове медије, као и сродна подручја попут комуникација, маркетинга, оглашавања и управљања уметношћу. Догађај укључује дизајнерска предавања, такмичења и презентације међународних говорника попут Карима Рашида и Даниела Либескинда.
Током остатка године постоје повезани пројекти попут промоције локалних дизајнера, одржавања конкурса за брендирање Српског центра за промоцију науке и учешћа у партнерству са другим пројектима у другим градовима. Организација је такође била на челу пројекта Београд 2020, промовишући град као кандидат за Европску престоницу културе.

## Опште информације
Главно место фестивала се сваке године мења, при чему се различите рушевне или напуштене зграде обнављају за догађај. Прошле локације укључују хотел Југославија, Музеј савремене уметности и друге. Сваке године конференција се такође фокусира на заједничку нит, на пример, 2013. године, обједињујућа тема била је квадратни облик.
Отприлике тридесет међународних предавача представља се сваке године и покривају широк спектар тема, помажући промоцији културне размене између Србије и остатка света. Истакнути дизајнери и уметници који су говорили на овом догађају су Константин Грчић, Аилин Лангрутер, Рос Ловергроу, Саша Лакић и други.

## Историјат
Први пут одржана 2005. године, Београдску недељу дизајна основао је Јован Јеловац, архитекта. Конференција за фестивал кошта око пола милиона евра за производњу и углавном је подржана путем комерцијалних и медијских спонзорстава. Јеловац је 2014. године преседавао са тадашњим председником Србије Томиславом Николићем и истакао да дизајн може да допринесе економији државе.
Дизајнер Карим Расхид је 2006. године био амбасадор друге Београдске недеље дизајна и говорио је на конференцији.  Након тога Рашид је довео неколико дизајнерских пројеката у Београд. Рашид је изјавио да је фасциниран престоницом Србије и источном Европом, те је видео као место где ће долазити сви ентузијазисти, поете, уметници и интелектуалци. Након што је присуствовао Београдској недељи дизајна, архитекта Даниел Либескин је одрадио идејни пројекат за Београд на води. Поред презентација, постоје бројне радионице и конкурси за дизајн, као и експонати дизајнера попут израелског Еилона Армона и швајцарских архитеката Ланга и Баумана.